# Eliot Coleman
Eliot Coleman (Rumson, 15 dicembre 1938) è uno scrittore, agricoltore, ricercatore e divulgatore statunitense di temi legati all'agricoltura, e sostenitore dell'agricoltura biologica.
Il suo libro The New Organic Grower è un testo importante per gli agricoltori impegnati nel biologico, in particolare per gli orticoltori. Per due anni Coleman ha ricoperto la carica di direttore esecutivo della Federazione internazionale dei movimenti per l'agricoltura biologica (IFOAM), ed è stato consulente presso il Dipartimento dell'agricoltura degli Stati Uniti nel corso della ricerca 1979–80 culminata con il Rapporto e le raccomandazioni sull'agricoltura biologica, documento alla base dell'attuale Programma Nazionale per il biologico (2002) degli Stati Uniti.
Nella sua Four Season Farm (Fattoria Quattro Stagioni) a Harborside, Brooksville, nel Maine, Coleman produce raccolti raccolti tutto l'anno, anche nei inverni tipicamente rigidi nella regione (durante i quali si serve di serre e tunnel non riscaldati o con un minimo riscaldamento. Riesce perfino a coltivarecarciofi, affermando che "li coltivo solo per irritare i californiani."
Coleman è sposato con la scrittrice di orticoltura Barbara Damrosch. Per diversi anni, a partire dal 1993, hanno condotto insieme il programma televisivo  Gardening Naturally, andato in onda sul canale americano The Learning Channel. Coleman e sua moglie continuano a coltivare e commercializzare prodotti freschi sul mercato locale.

## Carriera
Coleman si è laureato nel 1961 al Williams College. Nel 1968, sulla scia del movimento di ritorno alla terra, si trasferì con la sua prima moglie, Sue Coleman, in una fattoria nel Maine, situata su un terreno acquistato da Helen e Scott Nearing. La loro prima figlia, Melissa Coleman, nacque nella fattoria l'anno successivo. Coleman imparò da autoditatta i metodi di agricoltura biologica nelle rigide condizioni climatiche del Maine, e sviluppò molte delle tecniche di coltivazione in climi freddi per le quali è noto. Come prima aveva fatto la famiglia Nearing, anche i Coleman trasformarono la loro fattoria in un centro di ricerca per coloro che erano interessati nelle pratiche di agricoltura naturale e sostenibile.
A partire dal 1974 Coleman intraprese periodici viaggi alla scoperta di fattorie in Europa per apprendere nuove tecniche che avrebbe potuto riadattare ai climi degli Stati Uniti nord-orientali. Da allora si sono susseguiti molti viaggi-studio, nei quali trasse ispirazione in particolare dagli orti visitati in Olanda, Francia e Germania.
Tra l'inizio e la metà degli anni '70, Coleman ha sofferto di ipertiroidismo. Nonostante i medici gli avessero consigliato di ricorrere alla chirurgia della tiroide(tiroidectomia or terapia al radioiodio), la sua convinzione era che sarebbe guarito grazie a delle scelte dietetiche adeguate, cosa che riuscì ad ottenere con gran sorpresa dei suoi medici. Si può verosimilmente pensare che la vicinanza al mare e una dieta ricca di verdure locali, in particolare quelle coltivate con l'ausilio del compost di alghe, fosse connessa nel suo caso al manifestarsi dell'ipertiroidismo, dato che la correlazione tra un aumento dell'assunzione di iodio e l'insorgenza dell'ipertiroidismo è oggi ben nota, seppur non molto comune. Questo potrebbe spiegare come Coleman sia potuto guarire senza ricorrere a chirurgia o a terapia al radioiodio. Infatti, mentre sarebbe difficile curare esclusivamente con una dieta l'ipertiroidismo causato dalla Malattia di Basedow-Graves o il cancro della tiroide, è plausibile che l'ipertiroidismo causato dall'apporto dietetico possa guarire con un cambio di dieta.
Nel 1989 Coleman pubblicò la prima edizione di The New Organic Grower. Nel 1995 incominciò ad approfondire il raccolto invernale, mentre metteva a punto la seconda edizione del libro. Fin da allora il tema del raccolto invernale è diventato uno dei suoi campi di ricerca preferiti e ha ispirato la creazione del manuale The Winter Harvest Handbook.
Jean-Martin Fortier, un orticoltore e autore che ha pubblicato libri sullo stesso argomento, reputa il primo libro di Coleman come una delle sue fonti di ispirazione e formazione.

## Principi sostenuti
Nei suoi scritti Coleman promuove pratiche agricole biologiche su piccola scala e l'agricoltura sostenibile. Uno dei punti cardine delle sue teorie è che "piccolo è meglio", secondo i quale la crescita economica sarebbe favorita attraverso una migliore produzione e commercializzazione, piuttosto che con un'espansione territoriale. Un altro aspetto che ritiene fondamentale è il rapporto diretto con i consumatori; un rapporto che può assumere diverse forme, ma che Coleman considera più importante rispetto alla stessacertificazione biologica.
Nella ricerca di soluzioni alle sfide dell'agricoltura, Coleman è un forte sostenitore dell'approccio biologico su quello tecnologico, e dell'azione preventiva su quella correttiva. Senz'altro Coleman è fautore della tecnologia se usata in modo appropriato (ha infatti inventato nuovi utensili manuali e macchine agricole), ma continua a favorire la resilienza della vita biologica per prevenire i problemi, piuttosto che l'uso di tecnologie per risolverli. Ad esempio, grazie all'attenzione alla salute del suolo (tramite rotazione delle colture e ammendanti del suolo) e tempi ben studiati in base alle aree geografiche per la semina e il raccolto sono ottimi metodi preventivi che rafforzano la salute delle piante e rendono superflui la disinfestazione e altri metodi di controllo delle malattie vegetali. Coleman sostiene che bisogna accettare forze esterne (come fattori biologici o climatici) e usarli a proprio vantaggio, piuttosto che combatterli con prodotti chimici (come contro le carenze del suolo, malattie delle piante, insetti nocivi ed erbacce) o ricorrendo a consumo di carburanti (contro il freddo). Questo principio, combinato con la graduale diluizione delle connotazioni dell parola organico, che lo porta a preferire la parola biologico per meglio descrivere i suoi metodi colturali.
Come molti altri agricoltori biologici, Coleman preferisce l'approccio della prevenzione alla cura con il diserbo. In questo senso suggerisce interventi veloci, leggeri e frequenti con tipi di zappa appositamente studiati, scrematura di erbacce dalla superficie del suolo con un gesto che assomiglia più ad una rasatura che al taglio (zappe "come rasoi piuttosto che come asce"). A tal fine, Coleman ha inventato la zappa collineare.
Secondo Coleman, nel concetto di estensione della stagione agricola si può distinguere l'estensione del periodo di crescita e l'estensione del periodo di raccolta.
Nella sua costante ricerca di migliorare i metodi agricoli, Coleman si è spesso rivolto alle pubblicazioni di studi sulla ricerca agricola. Ha fatto notare che l'agraria ha spesso mostrato propensione per gli studi teorici ma che la scienza applicata è molto più preziosa per l'agricoltura biologica. Ad esempio, per quanto possa essere interessante lo studio della chimica avanzata, gli esperimenti su quale ricetta di compost possa meglio favorire una particolare cultivar di Brassica, o molti altri argomenti pratici, rappresenta un tipo di ricerca applicata estremamente preziosa. Coleman fa notare inoltre che questo tipo di ricerca pratica era d'uso comune degli Stati Uniti prima del 1940, ma è stata quasi abbandonata da allora. Ad esempio, gli agricoltori biologici olandesi introducono tante innovazioni pratiche e fanno esperimenti ma condividono le informazioni tra loro solo informalmente, mentre la maggior parte dei loro ritrovati non viene pubblicata. Per avviare le sue conoscenze, Coleman si è formato principalmente da autodidatta, svolgendo le sue ricerche in biblioteche, e incoraggia i suoi lettori a fare altrettanto.
Lo sviluppo di un'industria su grande scala nell'ambito dell'alimentazione biologica ha portato Coleman, insieme ad altri, a sottolineare l'importanza di alcuni metodi in cui i piccoli produttori locali possono sperare di avere un vantaggio competitivo che possa rafforzarli sul mercato. Un tempo era sufficiente il fatto di produrre in modo biologico, ma adesso è necessario qualcosa di più per essere competitivi. Coleman fa quindi notare che il cibo dovrebbe essere locale e fresco di giornata o del giorno prima, e che i consumatori preferiscono avere contatti diretti con il produttore. Su questi punti le grandi aziende a filiera lunga non possono battere facilmente la competizione delle piccole realtà.
Lasciando da parte la semplice competizione basata sul prezzo, Coleman indaga la differenza stessa tra il biologico superficiale e il biologico più profondo, fino a mettere in discussione argomenti come sistemi economici e stili di vita. Il consumismo che porta a comprare grandi quantità di cose (compresi tutti i rimedi palliativi ai diversi problemi, per quanto possano essere considerati biologici), l'acquisto di cibi pronti (anche quelli certificati bio), e l'uso di prodotti della filiera lunga con molti intermediari; tutto questo non è secondo Coleman un percorso sensato per la salute dell'uomo (che presuppone la salute del suolo), e sono inoltre pratiche di dubbia sostenibilità economica poiché promuovono l'idea della natura come un insieme di problemi da risolvere invece di una fora positiva da amplificare a proprio vantaggio e con la quale collaborare. Coleman sostiene l'importanza del "cibo vero" (biologico/naturale, non trasformato, locale, fresco, prodotto da piccole imprese).

### Libri di Eliot Coleman
- Eliot Coleman, The New Organic Grower: A Master's Manual of Tools and Techniques for the Home and Market Gardener, A Gardener's Supply Book, Illustrated by Sheri Amsel, Vermont, USA: Chelsea Green Publishing, 1989 (prima ed.), ISBN 0930031229. Prefazione di Paul Hawken.
- Coleman, Eliot (1995), The New Organic Grower: A Master's Manual of Tools and Techniques for the Home and Market Gardener, A Gardener's Supply Book, Illustrated by Sheri Amsel (2nd ed.), Vermont, USA: Chelsea Green Publishing, ISBN 978-0930031756. Foreword by Paul Hawken. Revised and expanded edition.
- Coleman, Eliot (2018), The New Organic Grower: A Master's Manual of Tools and Techniques for the Home and Market Gardener, Photographs by Barbara Damrosch (3rd ed.), Vermont, USA: Chelsea Green Publishing, ISBN 978-1603588171. 30th anniversary edition
- Coleman, Eliot (1992), Four-Season Harvest: How to Harvest Fresh Organic Vegetables from Your Home Garden All Year Long, A Gardener's Supply Book, Illustrated by Kathy Bray (1st ed.), Vermont, USA: Chelsea Green Publishing, ISBN 978-0930031572. Foreword by Barbara Damrosch.
- Coleman, Eliot (1999), Four-Season Harvest: Organic Vegetables from Your Home Garden All Year Long, A Gardener's Supply Book, Illustrated by Kathy Bray (2nd ed.), Vermont, USA: Chelsea Green Publishing, ISBN 978-1890132279. Foreword by Barbara Damrosch. Revised and expanded edition
- Coleman, Eliot (1998), The Winter-Harvest Manual: Farming the Back Side of the Calendar (Commercial Greenhouse Production of Fresh Vegetables in Cold-Winter Climates Without Supplementary Heat), Harborside, Maine, USA: Four Season Farm, ASIN B0006QYW8Y. Out of print; superseded by The Winter Harvest Handbook (2009)
- Coleman, Eliot (2009), The Winter Harvest Handbook: Year-Round Vegetable Production Using Deep-Organic Techniques and Unheated Greenhouses, Photography by Barbara Damrosch, Vermont, USA: Chelsea Green Publishing, ISBN 978-1603580816
- Damrosch, Barbara; Coleman, Eliot (2013), The Four Season Farm Gardener's Cookbook: From the Garden to the Table in 120 Recipes, New York, New York, USA: Workman Publishing Company, ISBN 978-0761156697.

### Libri di Melissa Coleman
- (EN) Melissa Coleman, This Life Is in Your Hands: One Dream, Sixty Acres, and a Family Undone, HarperCollins, 2011, ISBN 978-0061958335.

### Libri di altri
- Byczynski, Lynn (2008), The Flower Farmer: An Organic Grower's Guide to Raising and Selling Cut Flowers (2nd ed.), Vermont, USA: Chelsea Green Publishing, ISBN 160358076X, retrieved May 22, 2015.
- Jean-Martin Fortier, (2013), Coltivare bio con successo. Il primo manuale di orticultura bio-intensiva per piccole aziende Archiviato il 25 ottobre 2019 in Internet Archive., Terra Nuova Edizioni, 2018, ISBN 8866813834. Trad. it. di Tiziano Garulli.
- Hay Bright, Jean (2014), Meanwhile, Next Door to the Good Life: Revised 10th Anniversary Edition, BrightBerry Press, ISBN 978-0972092449. A memoir of homesteading as the neighbor of the Colemans and Nearings in the 1970s.